# Indicatif régional 540

Carte de la Virginie avec les territoires de ses indicatifs régionaux. L'indicatif régional 540 se trouve au nord-ouest de l'État.

L'indicatif régional 540 est l'un des indicatifs téléphoniques régionaux de l'État de  Virginie aux États-Unis. Cet indicatif dessert le nord-ouest de l'État.
L'indicatif régional 540 fait partie du Plan de numérotation nord-américain.

## Principales villes desservies par l'indicatif
- Blacksburg
- Buchanan
- Buena Vista
- Cave Spring
- Fredericksburg
- Franklin County
- Greenville
- Harrisonburg
- King George
- Lexington
- Madison
- Roanoke
- Salem
- Staunton
- Winchester

## Source
- (en) Cet article est partiellement ou en totalité issu de l’article de Wikipédia en anglais intitulé « Area code 540 » (voir la liste des auteurs).